# 郁嶷

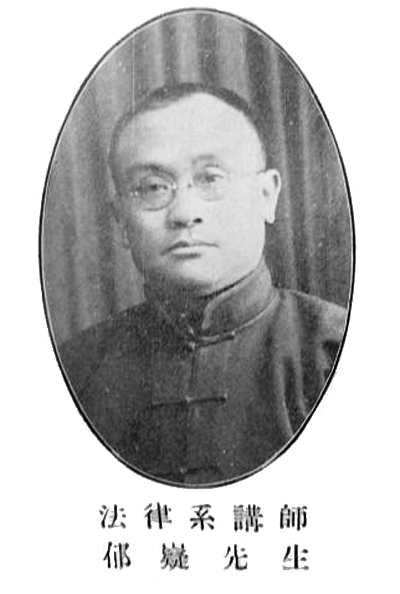

郁嶷（1890年—1938年），又名祖述，字宪章，号愤园。湖南省澧县津市人，祖籍湖南桑植。中国法学家、政治人物。

## 生平
郁嶷早年就读于湖南法政学堂，后入天津北洋法政学堂（1911年8月改称北洋法政专门学校）。1913年，北洋法政学会（该会由李大钊商请孙洪伊赞助创办）出版会刊《言治》（双月刊），1913年4月创刊，同年11月终刊，共出版6期，李大钊和郁嶷一同担任编辑部部长。
1913年6月、7月间，他和李大钊等人一同毕业于北洋法政专门学校。此后他在天津继续办《言治》，直至同年11月该刊终刊。1913年，李大钊准备赴日本留学，郁嶷赠诗《送李龟年游学日本序》（当时李大钊曾改名李龟年），刊登在1913年9月1日《言治》第1年第4期。1913年9月，李大钊在留学前夕游历五峰山，其间还给郁嶷写过信。
此后郁嶷留学日本，毕业于早稻田大学法科。其间，1914年《甲寅》杂志在日本东京创刊，他是该刊的撰稿人之一（其他撰稿人还有陈独秀、吴稚晖、张继、张东荪、黄远庸、白坚武等人）。
1916年《晨钟》报在北京创刊，李大钊自1916年8月15日到9月5日在该报任编辑主任（蒲殿俊任该报主持），后辞职。其间，李大钊、白坚武、郁嶷等人为编辑部成员，郁嶷为创刊号撰写了《本刊宣言》，还陆续在该刊上发表了9篇作品。此后，李大钊参与了《宪法公言》的创刊并参与编辑，李大钊、郁嶷、高一涵等人是该刊的主要撰稿人。1916年10月10日出版的《宪法公言》第一期上发表了李大钊的《国庆纪念》和郁嶷的《人治与法治》。1917年1月，李大钊应章士钊的邀请，在北京参与《甲寅日报》编辑工作。该报主要撰稿人为章士钊、李大钊、陈独秀、高一涵、胡适、易白沙、吴稚晖、杨昌济、邵飘萍、郁嶷等人，多为同盟会员或湖南同乡。1917年，经郁嶷力主，《言治》获得复刊。郁嶷成为该刊主要撰稿人之一。1918年7月1日出版的《言治》杂志上，有郁嶷编发的李大钊所写的《法俄革命之比较观》。《言治》季刊出了三期即因经费问题等原因而停刊。此后，李大钊和陈独秀、张申府等创办了《新青年》、《每周评论》，而郁嶷则任《斯觉》的编辑。同时，郁嶷和李大钊还都在《太平洋》发表文章。
1918年，郁嶷任教于朝阳大学，并兼任北京大学教授。1925年7月18日，《甲寅周刊》出版。该周刊由章士钊主办，主要撰稿人为章士钊、蔡元培、吴稚晖、郁嶷、梁漱溟、沈钧儒、陈立三、王力、段祺瑞等。时任善后会议经济专门委员的郁嶷在《甲寅周刊》第一期上发表《代议非易案》，要求改良国会选举办法以及国会组织。为此，8月23日章士钊在《甲寅周刊》发表《代议非易案——答郁嶷》， 12月25日发表《瞿君——答郁嶷》。
郁嶷曾任江宁地方审判厅厅长。他还曾任湖南财政厅厅长，著有《整理湖南财政计划书》。他还曾任国民政府法制局编审，参与制订了《亲属法》。
他历任奉天省立法政专门学校教授，京师大学校法科讲师，朝阳大学、中国大学教授，保定河北大学法律系主任，北平大学法学院讲师。1934年，他任河北省立法商学院法律系主任兼教授。后来他任北京大学教授。1932年，陈灨一创办《青鹤》杂志，郁宪章（郁嶷）列名撰稿人。
其后他的生平不详。中华人民共和国成立初期，郁嶷的女儿到北京找到了李大钊之子李葆华，将郁嶷保存的1913年李大钊从五峰山写给郁嶷的信交给了李葆华。

## 著作
- 郁嶷，郁嶷文集，和記印寫館，1922年
- 郁嶷、夏勤，法学通论，北京：朝陽大學出版部，1927年
- 郁嶷，郁嶷论文集，北平：朝陽大學出版部，1930年
- 郁嶷，继承法要论，北平：朝陽大學出版部，1931年
- 郁嶷，中国法制史，北平：震东印书馆，1931年
- 郁嶷，亲属法要论，北平：朝陽大學出版部，1932年